# Alor Gajah (stad)
Alor Gajah is een stad en gemeente (majlis perbandaran) in de Maleisische deelstaat Malakka.
Alor Gajah telt 174.000 inwoners en is de hoofdplaats van het gelijknamige district.